# Cadiz (Indiana)
Cadiz – miasto w Stanach Zjednoczonych, w stanie Indiana, w hrabstwie Henry.